# Campeonato Uruguayo de Primera División 1973
El Campeonato Uruguayo 1973 fue el 69° torneo de primera división del fútbol uruguayo, correspondiente al año 1973. Compitieron 12 equipos, los cuales se enfrentaron en sistema de todos contra todos a dos ruedas. El campeón resultó ser el Club Atlético Peñarol, cortando una racha del Club Nacional de Football de cuatro campeonatos uruguayos consecutivos.

## Participantes

### Ascensos y descensos
| Equipo               | Ascendido como                      |
| -------------------- | ----------------------------------- |
| Montevideo Wanderers | Campeón de la Segunda División 1972 |

| Equipo      | Descendido como          |
| ----------- | ------------------------ |
| Sud América | 8° Primera División 1972 |

## Tabla de posiciones
| Pos. | Equipo               | PJ | PG | PE | PP | GF | GC | Dif. | Pts. |
| ---- | -------------------- | -- | -- | -- | -- | -- | -- | ---- | ---- |
| 1º   | Peñarol              | 22 | 14 | 7  | 1  | 38 | 16 | +22  | 35   |
| 2º   | Nacional             | 22 | 9  | 11 | 2  | 29 | 19 | +10  | 29   |
| 3º   | Danubio              | 22 | 10 | 8  | 4  | 26 | 15 | +11  | 28   |
| 4º   | Defensor             | 22 | 10 | 5  | 7  | 33 | 28 | +5   | 25   |
| 5º   | Rentistas            | 22 | 7  | 10 | 5  | 21 | 18 | +3   | 24   |
| 6º   | Liverpool            | 22 | 8  | 7  | 7  | 28 | 21 | +7   | 23   |
| 7º   | Cerro                | 22 | 8  | 7  | 7  | 24 | 24 | 0    | 23   |
| 8º   | Montevideo Wanderers | 22 | 4  | 13 | 5  | 16 | 15 | +1   | 21   |
| 9º   | River Plate          | 22 | 5  | 11 | 6  | 17 | 20 | -3   | 21   |
| 10º  | Huracán Buceo        | 22 | 3  | 10 | 9  | 22 | 29 | -7   | 16   |
| 11º  | Central Español      | 22 | 6  | 2  | 14 | 18 | 38 | -20  | 14   |
| 12º  | Bella Vista          | 22 | 1  | 3  | 18 | 10 | 39 | -29  | 5    |

|  | Campeón Uruguayo y clasifica a la Copa Libertadores. |
|  | Clasifica a la Copa Libertadores.                    |
|  | Desciende a Segunda División.                        |

|                                                   |
| Bandera de Uruguay                                |
| Campeón Uruguayo 1973 Peñarol 30.mo título de AUF |

### Fixture
| Danubio              | 1–0 | Huracán Buceo   |
| Liverpool            | 2–1 | Cerro           |
| Nacional             | 3–1 | Central Español |
| Peñarol              | 2–1 | River Plate     |
| Rentistas            | 2–0 | Defensor        |
| Montevideo Wanderers | 1–0 | Bella Vista     |

| Cerro     | 1–0 | Nacional             |
| Danubio   | 0–0 | River Plate          |
| Defensor  | 1–1 | Montevideo Wanderers |
| Liverpool | 5–1 | Central Español      |
| Peñarol   | 3–1 | Huracán Buceo        |
| Rentistas | 1–0 | Bella Vista          |

| Cerro       | 0–0 | Montevideo Wanderers |
| Danubio     | 1–1 | Liverpool            |
| Nacional    | 3–1 | Bella Vista          |
| Peñarol     | 3–2 | Defensor             |
| Rentistas   | 2–1 | Huracán Buceo        |
| River Plate | 1–0 | Central Español      |

| Central Español | 1–0 | Danubio              |
| Cerro           | 2–1 | Bella Vista          |
| Defensor        | 0–0 | Huracán Buceo        |
| Liverpool       | 0–0 | River Plate          |
| Nacional        | 1–1 | Rentistas            |
| Peñarol         | 2–1 | Montevideo Wanderers |

| Bella Vista     | 0–0 | Huracán Buceo        |
| Central Español | 0–0 | Rentistas            |
| Cerro           | 3–1 | Defensor             |
| Liverpool       | 2–0 | Nacional             |
| Peñarol         | 1–0 | Danubio              |
| River Plate     | 0–0 | Montevideo Wanderers |

| Central Español | 1–1 | Peñarol              |
| Cerro           | 2–2 | Huracán Buceo        |
| Danubio         | 0–0 | Montevideo Wanderers |
| Defensor        | 2–1 | Bella Vista          |
| Nacional        | 3–2 | River Plate          |
| Rentistas       | 1–0 | Liverpool            |

| Bella Vista          | 1–0 | Liverpool       |
| Cerro                | 2–2 | Peñarol         |
| Danubio              | 4–1 | Defensor        |
| Huracán Buceo        | 2–2 | Nacional        |
| Rentistas            | 0–0 | River Plate     |
| Montevideo Wanderers | 1–0 | Central Español |

| Central Español | 2–0 | Cerro                |
| Danubio         | 2–0 | Rentistas            |
| Defensor        | 1–1 | Nacional             |
| Liverpool       | 1–0 | Montevideo Wanderers |
| Peñarol         | 5–0 | Bella Vista          |
| River Plate     | 1–0 | Huracán Buceo        |

| Central Español | 2–1 | Bella Vista          |
| Danubio         | 3–1 | Cerro                |
| Defensor        | 1–0 | River Plate          |
| Liverpool       | 3–0 | Huracán Buceo        |
| Nacional        | 1–1 | Peñarol              |
| Rentistas       | 0–0 | Montevideo Wanderers |

| Bella Vista     | 1–1 | River Plate          |
| Central Español | 1–0 | Defensor             |
| Cerro           | 0–0 | Rentistas            |
| Huracán Buceo   | 0–0 | Montevideo Wanderers |
| Liverpool       | 0–0 | Peñarol              |
| Nacional        | 2–0 | Danubio              |

| Cerro         | 0–0 | River Plate          |
| Danubio       | 2–1 | Bella Vista          |
| Defensor      | 1–1 | Liverpool            |
| Huracán Buceo | 2–0 | Central Español      |
| Nacional      | 1–0 | Montevideo Wanderers |
| Peñarol       | 1–0 | Rentistas            |

| Cerro                | 2–1 | Liverpool       |
| Danubio              | 0–0 | Huracán Buceo   |
| Defensor             | 2–1 | Rentistas       |
| Nacional             | 2–0 | Central Español |
| Peñarol              | 3–0 | River Plate     |
| Montevideo Wanderers | 1–0 | Bella Vista     |

| Cerro     | 1–1 | Nacional             |
| Danubio   | 0–0 | River Plate          |
| Defensor  | 1–1 | Montevideo Wanderers |
| Liverpool | 2–0 | Central Español      |
| Peñarol   | 1–0 | Huracán Buceo        |
| Rentistas | 2–0 | Bella Vista          |

| Cerro       | 1–0 | Montevideo Wanderers |
| Danubio     | 3–0 | Liverpool            |
| Nacional    | 1–0 | Bella Vista          |
| Peñarol     | 3–1 | Defensor             |
| Rentistas   | 1–0 | Huracán Buceo        |
| River Plate | 2–0 | Central Español      |

| Cerro     | 2–0 | Bella Vista          |
| Danubio   | 1–0 | Central Español      |
| Defensor  | 3–1 | Huracán Buceo        |
| Liverpool | 1–1 | River Plate          |
| Nacional  | 1–1 | Rentistas            |
| Peñarol   | 1–1 | Montevideo Wanderers |

| Bella Vista     | 2–2 | Huracán Buceo        |
| Central Español | 4–3 | Rentistas            |
| Danubio         | 1–0 | Peñarol              |
| Defensor        | 3–1 | Cerro                |
| Nacional        | 1–0 | Liverpool            |
| River Plate     | 1–1 | Montevideo Wanderers |

| Cerro     | 0–0 | Huracán Buceo        |
| Danubio   | 1–1 | Montevideo Wanderers |
| Defensor  | 2–0 | Bella Vista          |
| Liverpool | 1–1 | Rentistas            |
| Nacional  | 1–1 | River Plate          |
| Peñarol   | 2–1 | Central Español      |

| Defensor             | 3–0 | Danubio         |
| Huracán Buceo        | 1–1 | Nacional        |
| Liverpool            | 3–0 | Bella Vista     |
| Peñarol              | 2–0 | Cerro           |
| Rentistas            | 1–0 | River Plate     |
| Montevideo Wanderers | 4–1 | Central Español |

| Cerro         | 3–1 | Central Español      |
| Danubio       | 2–2 | Rentistas            |
| Huracán Buceo | 3–3 | River Plate          |
| Liverpool     | 1–1 | Montevideo Wanderers |
| Nacional      | 2–1 | Defensor             |
| Peñarol       | 2–1 | Bella Vista          |

| Central Español | 1–0 | Bella Vista          |
| Danubio         | 1–0 | Cerro                |
| Defensor        | 3–1 | River Plate          |
| Liverpool       | 2–1 | Huracán Buceo        |
| Nacional        | 1–1 | Peñarol              |
| Rentistas       | 1–1 | Montevideo Wanderers |

| Cerro         | 2–1 | Rentistas            |
| Danubio       | 1–1 | Nacional             |
| Defensor      | 1–0 | Central Español      |
| Huracán Buceo | 2–1 | Montevideo Wanderers |
| Peñarol       | 2–1 | Liverpool            |
| River Plate   | 1–0 | Bella Vista          |

| Danubio       | 3–0 | Bella Vista          |
| Defensor      | 3–1 | Liverpool            |
| Huracán Buceo | 4–1 | Central Español      |
| Nacional      | 0–0 | Montevideo Wanderers |
| Peñarol       | 0–0 | Rentistas            |
| River Plate   | 1–0 | Cerro                |

### Tabla acumulada
Para realizar esta tabla se toma en cuenta el puntaje acumulado del Campeonato Uruguayo 1972 y 1973. 
Al ocupar los últimos dos lugares de la Tabla del Descenso, Central Español y Bella Vista jugaron un Torneo de Repechaje con Rampla Juniors y Colón, que fueron segundo y tercero, respectivamente, en el Campeonato Uruguayo de la Segunda División 1973.
| Pos. | Equipo               | Pts. 1972 | Pts. 1973 | Total |
| ---- | -------------------- | --------- | --------- | ----- |
| 1º   | Nacional             | 36        | 29        | 65    |
| 2º   | Peñarol              | 28        | 35        | 63    |
| 3º   | Defensor             | 26        | 25        | 51    |
| 4º   | Cerro                | 23        | 23        | 46    |
| 5º   | Danubio              | 18        | 28        | 46    |
| 6º   | Liverpool            | 22        | 23        | 45    |
| 7º   | Rentistas            | 20        | 24        | 44    |
| 8º   | River Plate          | 21        | 21        | 42    |
| 9º   | Montevideo Wanderers | 1ª B      | 21        | 42    |
| 10º  | Huracán Buceo        | 23        | 16        | 39    |
| 11º  | Central Español      | 9         | 14        | 23    |
| 12º  | Bella Vista          | 17        | 5         | 22    |

|  | Juegan un repechaje por la permanencia en Primera División. |

## Repechaje

### Tabla de posiciones
| Pos. | Equipo          | PJ | PG | PE | PP | GF | GC | Dif. | Pts. |
| ---- | --------------- | -- | -- | -- | -- | -- | -- | ---- | ---- |
| 1º   | Bella Vista     | 3  | 2  | 1  | 0  | 6  | 2  | +4   | 5    |
| 2º   | Central Español | 3  | 1  | 2  | 0  | 4  | 3  | +1   | 4    |
| 3º   | Colón           | 3  | 1  | 1  | 1  | 5  | 5  | 0    | 3    |
| 4º   | Rampla Juniors  | 3  | 0  | 0  | 3  | 1  | 6  | -5   | 0    |

|  | Se mantiene en la Primera División. |
|  | Desciende a la Segunda División.    |
|  | Se mantiene en la Segunda División. |

| Bella Vista     | 2–1 | Colón          |
| Central Español | 1–0 | Rampla Juniors |

| Bella Vista | 1–1 | Central Español |
| Colón       | 2–1 | Rampla Juniors  |

| Bella Vista     | 3–0 | Rampla Juniors |
| Central Español | 2–2 | Colón          |

Central Español descendió y Colón y Rampla Juniors permanecen en Segunda División. Fénix fue el campeón de la Segunda División y ascendió para la temporada 1974.

### Equipos clasificados

#### Copa Libertadores 1974
|   | Equipo   | Clasificación como              |
| - | -------- | ------------------------------- |
| 1 | Peñarol  | Campeón Primera División 1973   |
| 2 | Nacional | 2° puesto Primera División 1973 |